# استاکس
استاکس (انگلیسی: STOXX) شرکت خدمات مالی سوئیسی است، که در سال ۱۹۹۷ تأسیس شد و هم‌اکنون زیرمجموعه‌ای از شرکت دویچه بورزه می‌باشد.